# Gil Evans and Ten

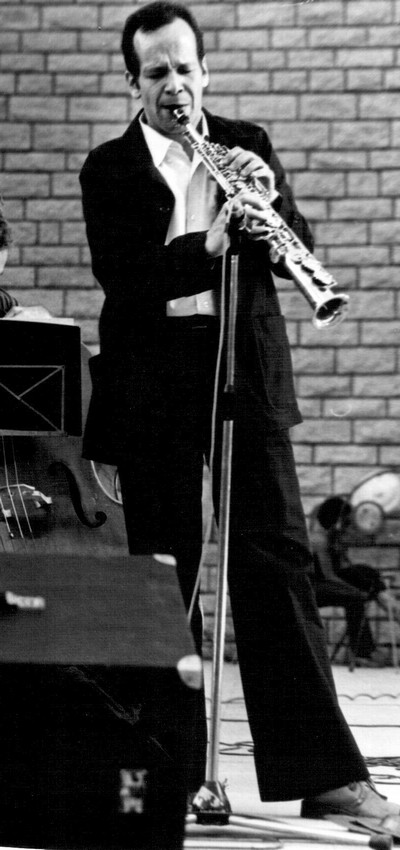
Steve Lacy (1976)

Gil Evans and Ten ist ein Jazz-Album von Gil Evans, aufgenommen am 6. und 27. September sowie am 10. Oktober 1957 im Studio von Rudy Van Gelder in Hackensack (New Jersey) und veröffentlicht auf Prestige Records.

## Das Album
Gil Evans and Ten, das von Prestige auch als Big Stuff und Gil Evans + Ten veröffentlicht wurde, war das erste Album des Bandleaders, Arrangeurs, Komponisten und Pianisten Gil Evans unter eigenem Namen. Es enthält dessen Arrangements von Standards, die von Leadbelly, Irving Berlin, Rodgers und Hart, Leonard Bernstein und Cole Porter, Tadd Dameron stammten und eine Original-Komposition von Evans, Jambangle. Mitwirkende Musiker waren u. a. außerdem Steve Lacy, John Carisi, Jimmy Cleveland, Willie Ruff, Lee Konitz, Paul Chambers, Jo Jones, Louis Mucci und Nick Stabulas.
Die Aufnahmen entstanden wenige Monate vor der Miles Ahead-Session, der ersten gemeinsamen Gil-Evans/Miles-Davis-Produktion. Evans hatte für sein eigenes Album aber eine komplett andere Klangumgebung geschaffen. Er setzte lediglich elf Musiker ein, die Höchstzahl an Musikern, um mit bescheidenem Etat einen Big-Band-Sound zu kreieren; er nahm dies aber als kreative Herausforderung. So kombinierte er mit der Rhythmusgruppe fünf Blechbläser und drei Holzbläser: Zwei Trompeten, Posaune, Bassposaune, Waldhorn, Sopransaxophon, Altsaxophon und Fagott.
Im Vordergrund stand vor allem der junge Sopransaxophonist Steve Lacy – drei Jahre, bevor John Coltrane das Instrument popularisierte. Evans hatte ihn engagiert, nachdem er ihn fünf Jahre zuvor im Radio mit einer Dixieland-Band gehört hatte. Ein weiterer Solist war Jimmy Cleveland, ein junger Posaunist, den Evans mit Swing-Veteranen wie Louie Mucci, Jack Koven und Bart Varsalona kombinierte. „Dies waren bislang ungehörte Zusammenstellungen, aber es funktionierte,“ sagte Steve Lacy später. „Deren Unterschiede, ausgedrückt durch Phrasierung, Intonation, und den Gebrauch bzw. das Fehlen von Vibrato schufen in der Mischung eine [musikalische] Reichhaltigkeit.“ Lacy hatte auch die lead voice in den verschiedenen Ensemble-Passagen, was für das Sopransaxophon eine ungewöhnliche Rolle war. Damit ging Evans ein gewisses Risiko ein, da der junge Musiker Mühe hatte, die schwierigen Arrangements vom Blatt zu spielen:

“At that point I couldn’t read music very well, and I was the worst one in the band. They had to do things over and over again because I kept messing up the reading. It wasn’t that the notes were so hard, it was the rhythms – they were very precise and very subtle, they were like speech rhythms. The other guys in the band were very accomplished readers, and this experience forced me to learn to read as fast as I could.”

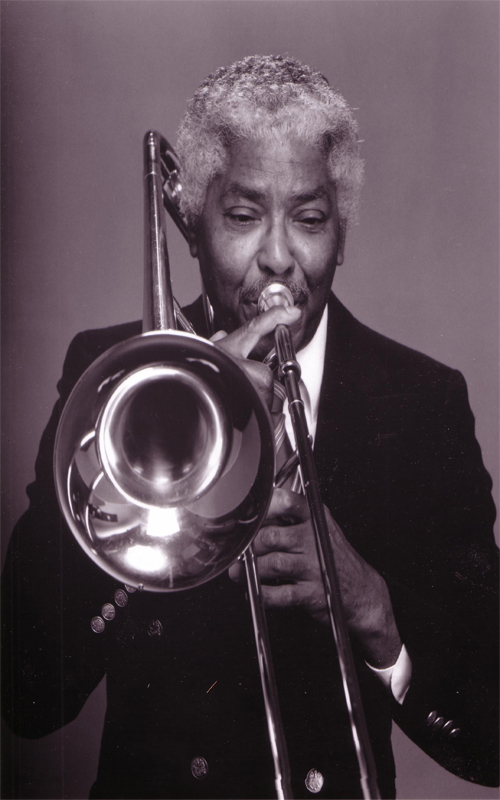
Jimmy Cleveland

Gil Evans wählte thematisches Material für seine Arrangements nach zwei Gesichtspunkten aus, zum einen nach der emotionalen Qualität, zum anderen war das „Sound“-Element bestimmend, je nachdem, wie er sich vorstellte, dass der Klang des Titels vom betreffenden Musiker oder einer Gruppe von Instrumenten gespielt werden sollte. Dabei nahm sich Evans die Freiheit heraus, das Material umzuschreiben; Irvin Berlins Remember, im Original im ¾-Takt, wurde nun im 4/4-Takt gespielt. Der Leadbelly-Blues Ella Sweet wurde zu einer modernen Swing-Nummer mit einer arco-Passage von Paul Chambers. „Man erkennt hier Evans’ Vorliebe für tiefe Blechbläser, den Gebrauch des Basses und der Tuba und die Duette von Posaune und Bassposaune.“ Er spielte hier mit Texturen, die er im Porgy and Bess-Album mit Miles Davis 1958 wieder aufgreifen und erweitern sollte. Erkennbar ist dies an der Ausarbeitung der Rodgers-Hart-Nummer Nobody’s Heart.
Stephanie Stein Crease weist auch darauf hin, dass hier erstmals Gil Evans selbst als Pianist bei einer Aufnahme an hervorgehobener Stelle zu hören ist:

„Auch wenn er technisch kein Rivale moderner Jazzpianisten wie seines Idols Bud Powell oder seines Freundes Jimmy Rowles war, drückt doch Evans’ Spiel, als Solist oder als Begleiter, all die Schönheit, Ökonomie und Individualität von Basie oder Ellington aus. Wie diese ist er ein Rudermann. Indem er bestimmt Harmonien oder melodische und rhythmische Riffs spielt, steuert er die Musik in die Richtung, wohin er das Ensemble hinlenken will; man kann also hier sein musikalisches Konzept in seiner Gänze erleben. Evans’ Spielweise ist in der geringen Meinung von sich selbst als Pianisten begründet, die manche seiner Freunde schon als neurotisch bezeichneten.“

Der Prestige-Produzent Bob Weinstock übte während der Session permanent Druck auf Gil Evans aus, das Album rasch fertigzustellen; später erinnerte sich Evans:

“You’s have thought it was the most expensive album in the world. It cost $2500 at the time, but Bob Weinstock thought that was a lot.”

## Rezeption
Stephanie Stein Crease nannte die Klangresultate von Evans innovativ: „his unusual choice of instruments and couplings, his scambling of tempos and themes, and his elongated phrasing – are obscured by the album’s blithe spirit and breezy swing“. Es sollte nicht mit den Arbeiten verglichen werden, die Gil Evans mit Miles Davis realisierte; es sollte als erstes Dokument von Gils eigenes Arbeit betrachtet werden.
Im Allmusic bewertete Scott Yanow das Album mit fünf Sternen und merkte an:

“As good an introduction to his work as any, this program includes diverse works ranging from Leadbelly to Leonard Bernstein, plus Evans’ own ‘Jambangle’. The arranger’s inventive use of the voices of his rather unique sidemen make this a memorable set.”

Der Penguin Guide to Jazz verlieh dem Album lediglich drei von vier Sternen; die Session sei „oblique, intelligent modern jazz, with Carisi’s trumpet prominent, lee Konitz and Steve Lacy ledning the reed parts the floating feel typical of an Evans chart.“

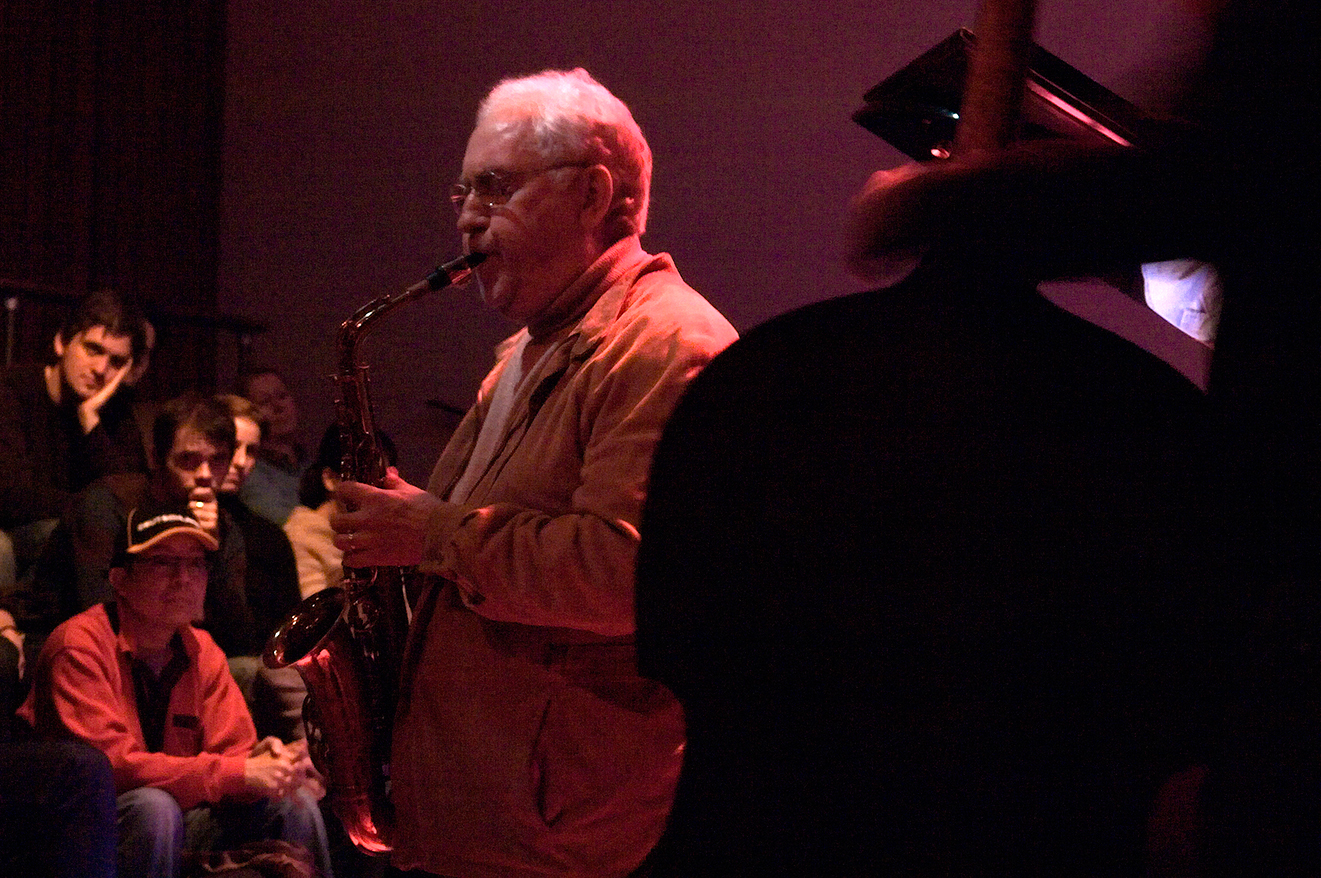
Lee Konitz, Altes Pfandhaus Köln, 20. Dezember 2007

## Titelliste
- Gil Evans & Ten (Prestige LP-7120)
  1. Remember (Berlin) – 4:30
  2. Ella Speed (Leadbelly, Lomax, Lomax) – 5:47
  3. Big Stuff (Bernstein) – 4:46
  4. Nobody’s Heart (Rodgers, Hart) – 4:22
  5. Just One Of Those Things (Porter) – 4:22
  6. If You Could See Me Now (Dameron, Sigman) – 4:15
  7. Jambangle (Evans) – 4:56
- Titel 1 wurde am 6. September 1957, die Titel 2, 4 & 6 am 27. September und die Titel 3, 5 & 7 am 10. Oktober 1957 aufgenommen.